# Friedrich Krasser
Friedrich Krasser (* 28. April 1818 in Mühlbach; † 9. Februar 1893 in Hermannstadt) war ein siebenbürgischer utopischer Schriftsteller und Arzt. Seine Werke wurden in Deutschland und Rumänien mehrfach verboten.
Krasser, dessen Vater Bäcker war, studierte in Wien Medizin. Seine Dissertation hatte die Coxitis zum Inhalt und war eine auf Carl von Rokitansky fußende anatomisch-pathologische Beschreibung dieser Krankheit. Die Arbeit betonte die Häufigkeit der Coxitis bei den Skrofulösen. Krasser widmete die Dissertation seinem früheren Lehrer Friedrich Phlebs, dem Rektor des Hermannstädter Samuel-von-Brukenthal-Gymnasiums.
1845 hielt er sich in Paris auf und im folgenden Jahr wurde er Stadtarzt seiner Heimatstadt Mühlbach. Während der Revolutionszeit flüchtete er in die Walachei, danach lebte er als Arzt in Hermannstadt. Durch die 1869 neugegründete Arbeiterkrankenkasse kam er in Kontakt mit Sozialisten, was die politische Tendenz seiner späteren Gedichte beeinflusste. Krasser veröffentlichte stände- und kleruskritische Gedichte, u. a. in der Zeitschrift Siebenbürgische Blätter, die auch im Ausland gedruckt wurden. Der Sammelband Offnes Visier (1869) fand weite Verbreitung.
In Rumänien hatte Krassers Werk u. a. Einfluss auf das lyrische Schaffen Julius Paul Römers.
Friedrich Krassers Tochter Valerie heiratete den Chirurgen Julius Oberth. Aus der Ehe ging 1894 der Physiker und Raketentechniker Hermann Oberth hervor.

## Werke
- Dissertatio inauguralis De Coxalgia, Vindobonae 1844, Dissertation Universität Wien.
- Offnes Visir! Zeitgedichte. Hamburg 1869
- Anti-Syllabus. 1869
- Der Freidenkerkongress in Neapel. 1870
- Marseillaise des Christentums. Berlin 1891